# Хермес
Вижте пояснителната страница за други значения на Хермес.
Хермес (на старогръцки: Ἑρμῆς) в древногръцката митология е син на Зевс и плеядата Мая, която е дъщеря на титана Атлас.
В римската митология съответства на Меркурий – бог на търговците и на крадците, присъстващ и в митологията на етруските.
Хермес е считан за изобретател на огъня, което го свърза образа му с този на титана Прометей. Също така за негови изобретения са смятани и музикалните инструменти хармониката и лира и славата му на музикант го приближава до Аполон – божество на изкуствата. Освен това Хермес е приеман за покровител на атлетите, пред това, че му се приписва изобретяването на различни състезания и спортни дисциплини, а по-конкретно – на спорта бокс. Като вестител на боговете (и бог на пратениците), Хермес пътува много, голям вълшебник е и има дар-слово, които умения често успешно използва за да манипулира околните и да печели за тяхна сметка, затова съвременните митографи свързват Хермес с боговете-измамници (на английски: trickster gods) в други култури, той е и бог на скитниците и разбойниците.
Хермес въплъщава духа на кръстосването: на него било гледано като манифест във всеки вид на размяна, пренасяне, престъпване, превъзходство, преход, преминаване или завой, всяка от тези дейности представлява някаква форма за преминаване в известен смисъл. Това обяснява връзката му с преходите на съдбите, с размяната на богове, думите и информацията, професията, тълкуването, риториката, писането, начина, по който вятърът (първоначално е аркадски бог на ветровете и дъжда) може да премества обекти от едно място на друго и прехода в задгробния живот.
Омировият химн на Хермес го призовава като този, който е „много променлив, любезно хитър, обирджия, крадец на говеда, носач на сънища, наблюдател през нощта, крадец на портите; такъв, който скоро ще покаже чудни дела сред безсмъртните богове.“ Като преводач, той е вестител на боговете към човеците.
От името на Хермес идва термина „херметичен“ – за нещо добре затворено. Също така с името на Хермес се свързва и понятието „херменевтика“ – тълкуване на тайнствените неща. Херметизмът е система от вярвания и практики, около по-късните трактовки на Хермес.

## Стълбовете на Хермес
В Древна Гърция, Хермес е фалически бог на границите. Смята се, че самото име Хермес произхожда от гръцката дума за „граничен камък, пресечна точка“ – „херма“ (ἕρμα) – мн.ч. „херми“, „хермаи“. В по-примитивните „килениански“ херми на планината Килен, стоящия камък или дървен стълб е изображение на фалос. В Атина, такива съоръжения са слагани близо до къщите за добър късмет.
Хермите са съкровищница на примери и сведения за класическата архитектура и история. „Това, че монумент от този вид може да бъде трансформиран в Олимпийски бог, е поразително“, отбелязва Валтер Буркерт (Буркерт, 1985).
Въобще в Древна Гърция думата „херма“ е прилагана за крайпътен маркиращ стълб от камъни, към който всеки пътешественик добавя нов камък. От по-сетнешните връзки с тези грамади камъни, използвани в Атина, за да защитават от злото, а и на гранични пазари из цяла Елада – Хермес придобива покровителство над пътешестването.
През VI век атинският политик Хипарх, син на Пизистрат реформира този обичай, като заменя грамадите, които означават средната точка на пътя между всяко село („деме“) и централния площад на град Атина (тоест нейната агора) с квадратни или правоъгълни стълбове от камък или бронз, с бюст на Хермес (или изобщо – с главата на Хермес, обикновено изобразявана с брада) на върха/в горната част и еректирал фалос (мъжки гениталии във възбудено състояние) – в долната част.
Тъй като хермите, в представите на древните гърци, са от огромна важност за благосъстоянието на града и са знаци на бога-покровител на експедициите, увреждането им се смята за ужасно светотатство и за посегателство над сигурността на армията – във военно време. През 415 г. пр.н.е., когато атинската флота се кани да отплава за Сиракуза по време на Пелопонеската война, всички атински херми са обезобразени. Отначало атиняните вярват, че това е работа на саботьори – или на агенти на Сиракуза, или на антивоенната клика в самата Атина, но впоследствие за това е набеден стратегът Алкивиад (Аликабиадий), изпратен със същата тази флота срещу сиракузците, а после – привикан за да бъде съден (обвинението е, че е счупил хермите в пиянска оргия, пародираща Елевзинските мистерии), на което той не се отзовава и е осъден задочно, след което става беглец и години наред – изгнаник от Атина. Понеже той е ученик на Сократ, също и философът е заподозрян в подстрекателство и съучастие и това е сред мотивите по-късно да бъде осъден на смърт от Хелиеята.

## Иконография и култ към Хермес
Въпреки че храмове на Хермес съществуват навсякъде в Гърция, главният център на неговия култ е Фенеос в Аркадия, където се провеждат фестивали в негова чест – „Хермея“.
Първоначално Хермес е изобразяван като по-възрастен мъж и като брадат фалически бог, но през VI век пр. Хр. традиционният облик на Хермес е преобразуван в такъв на атлетичен младеж. Статуи на новия Хермес са поставени по стадионите и гимназионите/палестрите. В съгласие с древногръцката традиция мъжките божества да се изобразяват голи, скулптурните фигури на Хермес също са в този вид, но като отличителни белези са включвани широкопола шапка (петасос – което е и един от епитетите му), характерна за пътешествениците и пастирите, но у него – и по-специална, понеже е бива с крила, пак за да се покаже, че това е богът, който често лети – и крилати сандали (наричани „талария“). Друг важен атрибут на Хермес е близкоизточния жезъл на вестител (или „кадуцей“ – на латински: caduceus, с преплетени змии, или „керикейон“ – др.гр. κηρύκειον, κηρύκιον, ῥάβδος или σκῆπτρον, на върха със символ, подобен на астрологичния символ за Бик).
Хермес носи пътнически дрехи или се облича като работник (селянин или роб) и като овчар. Той е представян с кесии (портмонета за монети) или с торби. Придружаван е от петли и костенурки – животни свързани с култа към него. Изображенията на Хермес са наричани „хермейон“.
Сред епитетите на божеството са:
- Акасезий, от Акасос;
- Аргейфонт – „убиец на Аргус“; Епитетът на Хермес „Аргейфонт“ – „убиец на Аргус“ – е заради убийството на многоокия гигант Аргус, надзирател на кравата-нимфа Ио, пленница на богинята Хера, в нейното светилище. По заръка на Зевс – бог на мълниите и съпруг на Хера, Хермес използва заклинание или сполучливо песнопение за да затвори задълго всичките му очи на великана и му отмъква преобразената любима на гръмовержеца, като според утвърдената версия на легендата, пред това го обезглавява. С това се обяснява големият брой „очи“ по опашката на мъжкия паун – „сложени“ там, като спомен и от благодарност за бдителността на верния страж, пък макар и надхитрен от ловкия Хермес.
- Каридот – „даващ очарование“;
- Криофор – „носител на овен“;
- Килений – „роден на връх Килен“;
- Диактор – „съобщителят“;
- Долий – „интригантът“;
- Енагоний – от (олимпийските) игри;
- Енодий – „по пътя“;
- Епимелий – „пазач на стада“;
- Ерионий – „носач на щастие“;
- Полигий;
- Психопомп – „транспортьор на души“/„водач на душите“ – Като минаващ през граници той е психопомп, което означава, че води души на наскоро починали в Хадес и им помага да намерят пътя към задгробния живот. В много гръцки митове Хермес бил описван като единствения бог до Хадес и Персефона, който можел да влиза и излиза от Подземния свят безпрепятствено. В Омировия „Химн на Деметра“, Хермес води Персефона/Кора обратно при майка ѝ Деметра, след женитбата ѝ с господаря на Подземното царство. Хермес е и носител на сънища за хората, с която функция се доближава до Хипнос и Морфей.

## Хермес в митовете

### Раждане на Херемес
Хермес е роден на планината Килен в Аркадия от Мая (според Омировия „Химн на Хермес“). Това наименование за майката на Хермес се утвърждава и в древноримската митология по отношение на Меркурий, но поначало се е отнасяло в нея за местна богиня на плодородието, която е почитана преди смесването на култа му с този на Хермес, и различна от гръцката нимфа Мая, която е една от плеядите, намерила подслон в пещера в Аркадия. У гърците името Мая е нарицателно за акушерка и за мъдра и благородна възрастна жена.
Хермес е преждевременно развито дете. В деня на раждането си, до обед той измисля лирата – като опъва струни върху корубата на костенурка и възпява на нея любовта на Зевс и Мая, а до свечеряване открадва безсмъртните говеда на Аполон, но не безцелно, а заради първата олимпийска жертва. В съгласие с това, табутата, окръжаващи свещените крави на Аполон, става нужда да бъдат престъпени, което е и ролята му. Хермес откарва говедата обратно в Гърция, скрива ги и покрива следите им. Превръща в скала Батус (в легендата – пастир, служещ на Аполон, който първо приема награда от Хермес за мълчанието си, а после нарушава обещанието си, като съобщава уж на Аполон, а всъщност на преобразения в него Хермес, всичко което е трябвало да скрие) задето го издава. Когато Аполон обвинява Хермес, Мая казва, че не може да е той, защото е бил с нея цялата нощ, обаче Зевс се намесва в спора твърдейки, че Хермес ги е откраднал и трябва да ги върне. Но Хермес така очарова Аполон с музиката си, че той му отстъпва говедата, срещу лирата. В Омировия химн, в първия ден на съществуването си: „след като добре нахранил силно мучащите говеда с фураж и ги откарал в обора, сгънал и почнал да смуче лотос и започнал да търси изкуството на огъня. Той избрал здрав лавров клон и го подрязал с ножа…“

### Илиада
В „Илиада“ на Омир, Хермес помага на цар Приам от Троя (Илион) да се промъкне в ахейския (гръцкия) лагер, за да се изправи срещу Ахил и да го убеди да върне тялото на Хектор.

### Одисея
Хермес спасява Одисей от Калипсо и Кирка, като убеждава първата да го пусне да си върви и след това го защитава от другата, като му дава билка, която го предпазва от магията ѝ.

### Аргус и Ио
По молба на Зевс, на когото е много верен, Хермес приспива Аргус и го обезглавява с меч във формата на сърп. Спасява Ио, но Хера изпраща стършел да я жили, докато се скита по земята под формата на крава. Зевс накрая ѝ връща човешката форма и тя ражда син от него – тя е прародителката на Херакъл.

### Персей
Хермес помага на Персей да убие горгоната Медуза, като му дал сърпа на Зевс и крилати обувки. Той заема от Хадес шлема на невидимостта и му го дава за да го използва така, че безсмъртните ѝ сестри да не го видят, когато отива натам. Също така на Персей помага и Атина, давайки му назаем полирания си щит.

### Прометей
В древната пиеса „Прикованият Прометей“, приписвана на Есхил, Зевс праща Хермес при окования титан Прометей, за да му изкопчи подробности около пророчество на титаните, според кое Зевс ще бъде свален от трона, но великанът отказва, упреквайки го в сервилност, докато Хермес го определя като неразумен и прекалено упорит.

### Херса/Аглола/Пандроса
Когато Хермес обиква Херса, една от трите сестри, които служели на Атина като жрици, ревнивата ѝ сестра Аглола застава между тях. Хермес я превръща в камък. Цефал е син на Хермес и Херса. Хермес има и друг син – Церикс, за когото е казано, че е потомък или на Херса, или на другата ѝ сестра, Пандроса. От Аглола има Омолп.

### Други истории
- В историята за музиканта Орфей, Хермес завежда Евридика обратно в Хадес, след като Орфей се провалил да я върне към живота, поглеждайки назад към жена си, а Хадес му казал да не го прави.

- Хермес помага да се спаси детето (безсмъртен син на Зевс) Дионис от Хера, след като тя погубва смъртната майка на Дионис (Семела) чрез ревността си.

- Хермес превръща Миниадите в прилепи;

- Хермес научава от мойрите (триадите) изкуствата за казване на съдбата и гадаенето;

- Когато боговете създават Пандора, Хермес я завежда при смъртните и я прави много любопитна;

- Цар Атрей от Микена си възвърща трона от брат си Тиест и го прогонва (изпъжда), използвайки съвет на мъдрия мошеник Хермес. Тиест се съгласява да му върне царството, когато Слънцето се задвижи обратно по небето, което се случва по волята на Зевс.

## Списък на партньорките и децата на Хермес
1. Аглола, атинска принцеса
  1. Омолп, военачалник
2. Антианейра, малийска принцеса
  1. Ехион, аргонавт
3. Апемозина, критска принцеса
4. Афродита
  1. Ерос, отъждествяван и с Купидон/Амур (в една традиция); също така бащинството на този бог е приписвано и на Арес и Хефест, в „Теогония“ Хезиод твърди, че Ерос е роден от нищото преди боговете.
  2. Еномия
  3. Хермафродит – отначало мъжко божество, впоследствие той е слят в едно с нимфа на име Салмакида, чиято любов отхвърля, но боговете въпреки това ги обединяват, след като потърсва помощта им; въз основа на този мит е измислен терминът „хермафродитизъм“.
  4. Пейто
  5. Приап (в някои традиции) – бог, известен с огромните размери на своите гениталии. В тази легенда се вижда фалическия произход на Хермес.
  6. Родос
  7. Тихе/Тюхе – богинята на щастието/късмета. У римляните ѝ съответства Фортуна.
5. Дриопа, аркадска нимфа
  1. Пан, първичен бог, както и бог на пасищата – в Омировия химн за Пан, майката на Пан избягава от новородения бог, заради подобния му на козел външен вид.
6. Еполомия, фитийска принцеса
  1. Еталид, вестител на аргонавтите
7. Карментия, аркадска нимфа
  1. Евандър, съставител, или може би само приносител, на латинската азбука.
8. Крокус, която умряла и се превърнала в цветето минзухар
9. Пандроса, атинска принцеса
  1. Церикс, елозински вестител
10. Пейто (по убеждение негова жена, според Нонос)
11. Пенелопа, аркадска нимфа (или жена на Одисей)
12. Персефона
  1. Пан (според една традиция)
13. Теобула, елейска принцеса
  1. Миртил, колесничар – убит от Пелопс.
14. Херса, атинска принцеса
  1. Цефал, ловец
  2. (също Церикс) – често определян и като син на сестра ѝ Пандроса.
15. Хиона, фокийска принцеса
  1. Автолик, крадец – баща на Антиклея и оттам – дядо на Одисей.
16. Неизвестна майка
  1. Абдер, приятел и оръженосец на Херакъл/Херкулес. Изяден е от месоядните кобили на цар Диомед, вожд на бистоните.
  2. Еталидий
  3. Ехион
  4. Миртилий
17. Неизвестна нимфа
  1. Дафнис, обикновен поет
18. Роден от Хермес, Посейдон и Зевс (или по-скоро – създаден с магия, от смесената им в кожен мях урина)
  1. Орион, гигант-ловец – храненик на Хирией.

## Хермес Трисмегист
Тази фигура не бива да бъде обърквана с гръко-римския Хермес. Плод на културните нагласи в Александрия, това е синкретичното комбиниране на Хермес с египетския бог на мъдростта Тот. Придобива арканско значение. Писанията относно Хермес Трисмегист са редактирани и издадени през Италианския Ренесанс.

## „Хермес“ в ислямската традиция
Антоан Февр, във „Вечният Хермес“ отбелязва, че Хермес има място в ислямската традиция, макар че името му не се появява в Корана. Житиеписци и летописци от първите векове на ислямската Хеджра бързо отъждествяват Хермес с Идрис, наби от сура 19.57; 21.85, който от своя страна е отъждествяван от арабите и с Енох („Битие“ 5.18 – 24), описван като човек, издигнат в небесата и предполагаемо останал жив завинаги, без да е умирал изобщо преди това.
Индрис/Хермес е наречен „Три пъти мъдър“, („Хермес Трисмегистус“), защото той е „утроен“: първият с това име, сравнен с Тот, е „цивилизоващ герой“/културен герой, инициатор в мистериите на божествената наука и мъдрост, която оживява света – оформил принципите на тази свещена наука в йероглифи. Вторият Хермес, във Вавилон, е инициатор (въводител в числото на посветените) на Питагор (известен философ, живял в италианския град Кротон). Третият е първият учител на Алхимията.
„Пророк без лице“ – пише специалистът Пиер Лори – „Хермес не притежава конкретни или очевидни характеристики, за разлика от повечето главни фигури на Библията и Корана“. (Faivre 1995 pp. 19 – 20)

## Хермес в популярната култура
- Хермес е символ на пощите на Гърция от 1861 г.

- В романа си от 1931, „The Night Life of the Gods“ („Нощният живот на боговете“), американският писател и хуморист Торн Смит изобразява Хермес (под римското име Меркурий) като статуя, доведена до живот, в допълнение към няколко други фигури от класическата митология. В адаптацията от 1935 г., Хермес/Меркурий е игран от американския актьор Пол Кай.

- Хермес е игран от актьора Майкъл Гуин в „Язон и Аргонавтите“ (филм), 1963 г., режисиран от Дон Шафи, известен с работата на Рей Харихаузън.

- В анимационния филм на Дисни, „Херкулес“ (1997), Хермес бил комично озвучен от музиканта Пол Шефър.

- В телевизионната адаптация „Одисей“ от 1997 г. на Андрей Кончаловски, Хермес е игран от актьора Фреди Дъглас.

- Спечелилата награда „Ингеборг Бахман“ комична новела „Богът на нахалството“ (1998) на немския писател Стен Надолни разказва за освободения през ХХ век Хермес, след като е бил пленен от Вулкан за 2000 години.

- Фантастичният роман „Вестител“ на Н. Ф. Хук от 2006 г., е автобиографично обрисуване на Хермес, разказващ собствената си история. В романа Хермес преразказва и много гръцки и римски митове според своята гледна точка.

- Много транспортни фирми в Холандия са наречени Хермес, следвайки неговата длъжност като вестоносец.

- „Florists Transworld Delivery“ (FTD) използва Хермес (когото наричат „Човекът Меркурий“) като символ на компанията.